# Ferdinandstraße 8 (Mönchengladbach)

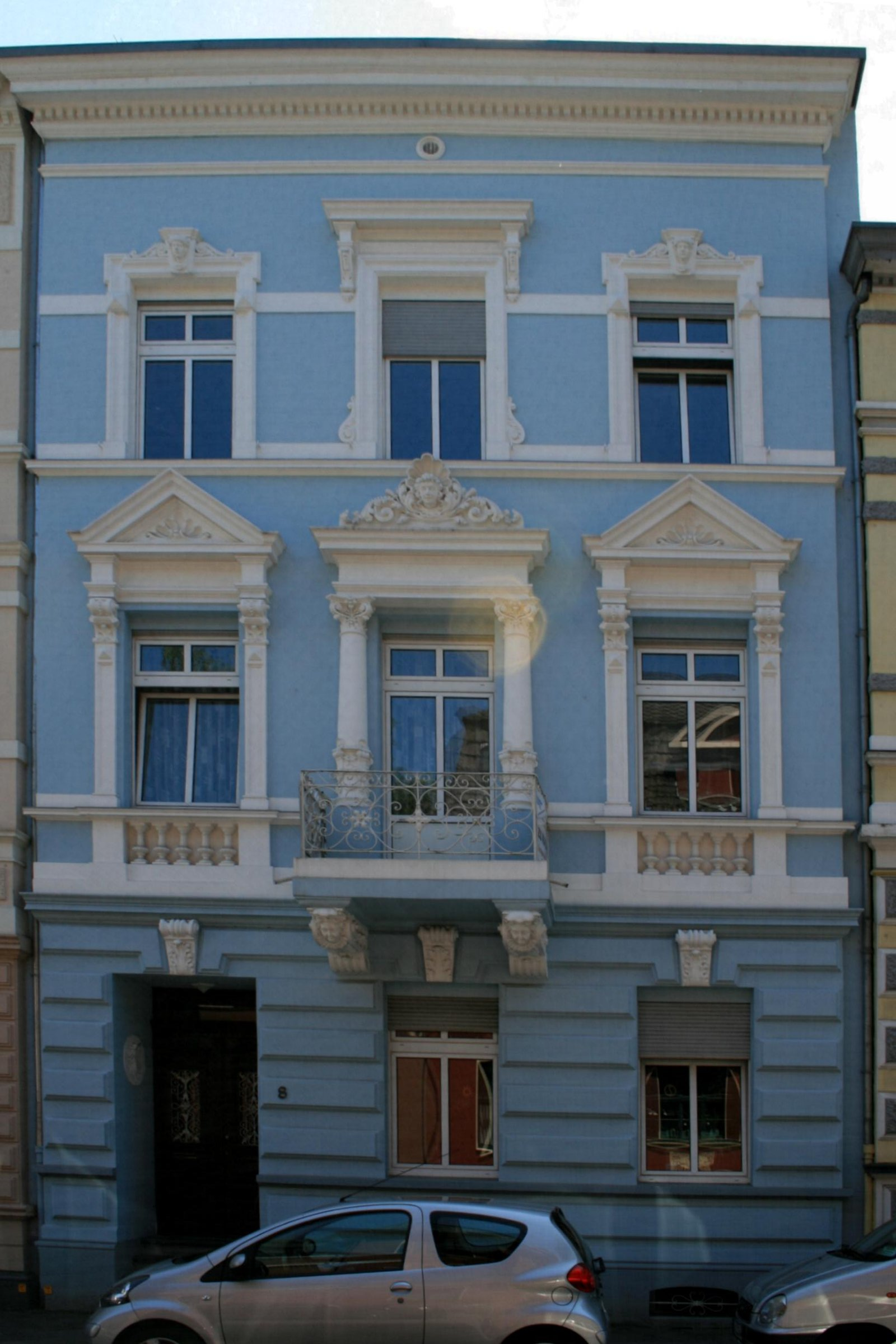
Wohnhaus (2010)

Das Wohnhaus Ferdinandstraße 8 steht im Stadtteil Gladbach in Mönchengladbach (Nordrhein-Westfalen).
Das Gebäude wurde 1891 erbaut. Es ist unter Nr. F 008 am 14. Mai  1985 in die Denkmalliste der Stadt Mönchengladbach eingetragen worden.

## Architektur
Bei dem Wohnhaus handelt es sich um ein unterkellertes, dreigeschossiges, dreiachsiges Objekt mit flach geneigtem Satteldach. Die Mittelachse betont einen Balkon. Das Haus ist in einer Zeile gleichartiger Bauten eingebunden.
Aufgrund der Bedeutung der Fassade für die Geschlossenheit der Straßenfront ist die Erhaltung des Hauses unverzichtbar.